# Sara Netanyahu
Sara Netanyahu (hebraico: שרה נתניהו; nascida Ben-Artzi em 5 de novembro de 1958) é a esposa do primeiro-ministro israelense Benjamin Netanyahu.
Ela é uma psicóloga educacional e profissional por profissão.

## Biografia
Sara Ben-Artzi (mais tarde Netanyahu) nasceu na cidade de Kiryat Tiv'on, no norte de Israel, perto de Haifa. Seu pai, Shmuel Ben-Artzi, era um educador, autor, poeta e erudito bíblico israelense nascido na Polônia, que morreu em 2011 aos 97 anos. Sua mãe, Chava (Paritzky), era uma jerusalemita da sexta geração. Ela tem três irmãos, todos os quais foram campeões do Concurso Bíblico de Israel: Matanya Ben-Artzi, professora de matemática, Hagai Ben-Artzi, professor de Bíblia e Pensamento Judaico, e Amatzia Ben-Artzi, uma empreendedora de tecnologia. Ela freqüentou a Greenberg High School em Kiryat Tiv'on, onde ela era uma excelente aluna. Mais tarde trabalhou como repórter do Maariv LaNoar, uma revista semanal para adolescentes israelenses. Nas Forças de Defesa de Israel, ela era uma avaliadora psicotécnica no Departamento de Ciências Comportamentais da Diretoria de Inteligência Militar ("Aman"). Netanyahu concluiu seu bacharelado em psicologia na Universidade de Tel Aviv em 1984 e seu mestrado na Universidade Hebraica de Jerusalém em 1996.

## Carreira
Netanyahu trabalhou como avaliadora psicotécnica de crianças superdotadas no Instituto para Promoção da Criatividade e Excelência da Juventude "chefiada pela Dra. Erika Landau e em um centro de reabilitação do Ministério do Trabalho. Ela também trabalhou como comissária de bordo da El Al.
Como Consorte do Premier, Netanyahu presidiu o Yad b'Yad, uma organização de ajuda a crianças vítimas de abuso e Tza'ad Kadima para crianças com paralisia cerebral. Em 2000, ela voltou a trabalhar como psicóloga educacional no serviço psicológico do município de Jerusalém.
Seu trabalho inclui diagnósticos psicológicos e tratamento para crianças no sistema escolar e assistência a crianças de famílias em dificuldades.

## Controvérsia

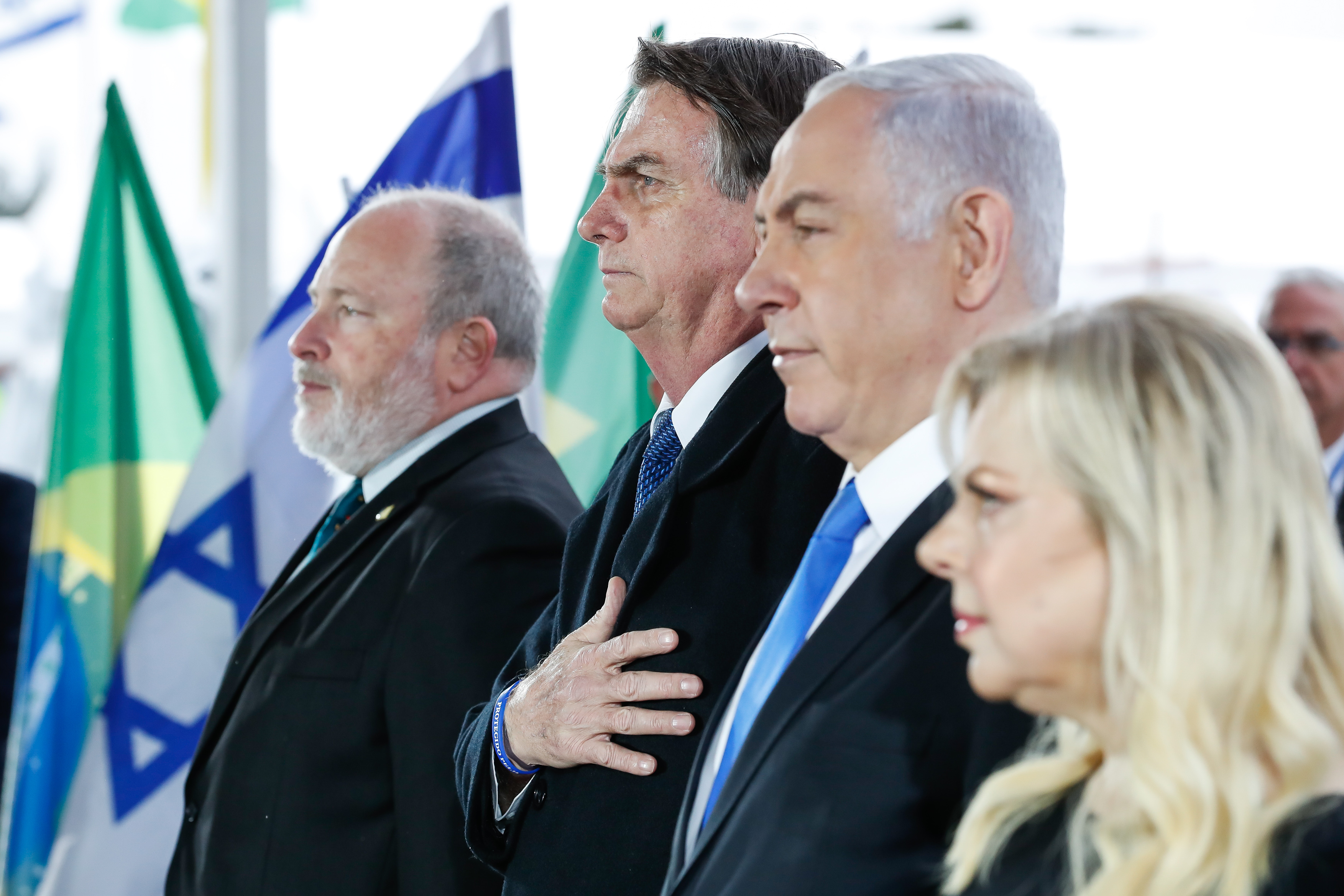
Visita de Jair Bolsonaro a Israel

No primeiro mandato do marido como primeiro-ministro, Sara Netanyahu recebeu muita atenção da mídia, geralmente de tom negativo, devido a alegações de relações interpessoais ruins. Ela ganhou um processo por difamação contra os editores de Schocken por denunciá-la falsamente, e um processo de difamação em 2002 contra o jornal local Kol Ha'ir, após dois relatos infundados terem sido publicados sobre ela na coluna de fofocas do jornal Em 2008 O Canal 10 informou que durante a Guerra do Líbano de 2006, quando viajou a Londres com o marido para uma campanha de diplomacia pública, gastou uma grande quantia de dinheiro em luxos pagos por um doador em Londres. Em resposta, Netanyahu entrou com uma ação por difamação contra o canal. Como a viagem de Sara não havia sido aprovada pelo Comitê de Ética do Knesset, seu marido foi notificado pela comissão.
Em janeiro de 2010, Yediot Ahronot informou que a governanta da família Netanyahu processou Sara Netanyahu em um tribunal trabalhista por reter salários, condições de trabalho injustas e abuso verbal. Netanyahu foi processado em março de 2014 por outro zelador e ex-guarda-costas da família por alegar que ela era abusiva em relação a ele.
Em fevereiro de 2016, um juiz do Tribunal do Trabalho de Jerusalém decidiu a favor do demandante Meni Naftali, que alegou que Sara Netanyahu havia criado um ambiente de trabalho hostil para ele como empregado. O juiz concedeu-lhe danos de NIS 170.000. O Tribunal Nacional do Trabalho subseqüentemente rejeitou seu recurso.

## Caso de corrupção
Em 2015, uma investigação foi aberta contra Sara Netanyahu, depois que surgiram relatos de que ela havia pedido refeições e cobrava do governo quase US $ 100 mil pelas despesas, quando o gabinete do primeiro-ministro já empregava um cozinheiro. A polícia recomendou indiciá-la em 2016.
Em 8 de setembro de 2017, o procurador-geral Avichai Mandelblit anunciou a apresentação de uma acusação, aguardando uma audiência pré-indicial, contra Sara Netanyahu no "caso de residência do primeiro-ministro". Netanyahu foi acusada de receber fraudulentamente cerca de US $ 100.000 por sua parte na encomenda de refeições às custas do estado sem autorização.
Em 17 de janeiro de 2018, foi realizada a audiência de pré-condenação. Os advogados de Netanyahu reuniram-se com Mandelblit, enquanto ela mesma não compareceu, rompendo com o costume habitual. Em 21 de junho de 2018, Netanyahu foi indiciado depois que as negociações para uma barganha em colapso entraram em colapso. Seu julgamento deve começar no Tribunal de Justiça de Jerusalém em 19 de julho.
Em 7 de outubro de 2018, Netanyahu apareceu em um tribunal de Jerusalém para o início de seu julgamento. Seus advogados a chamavam de alheia aos regulamentos e argumentavam que as refeições eram encomendadas por um assistente para dignitários visitantes. No passado, Benjamin Netanyahu rotulou as alegações como "infundadas e delirantes".

## Vida pessoal

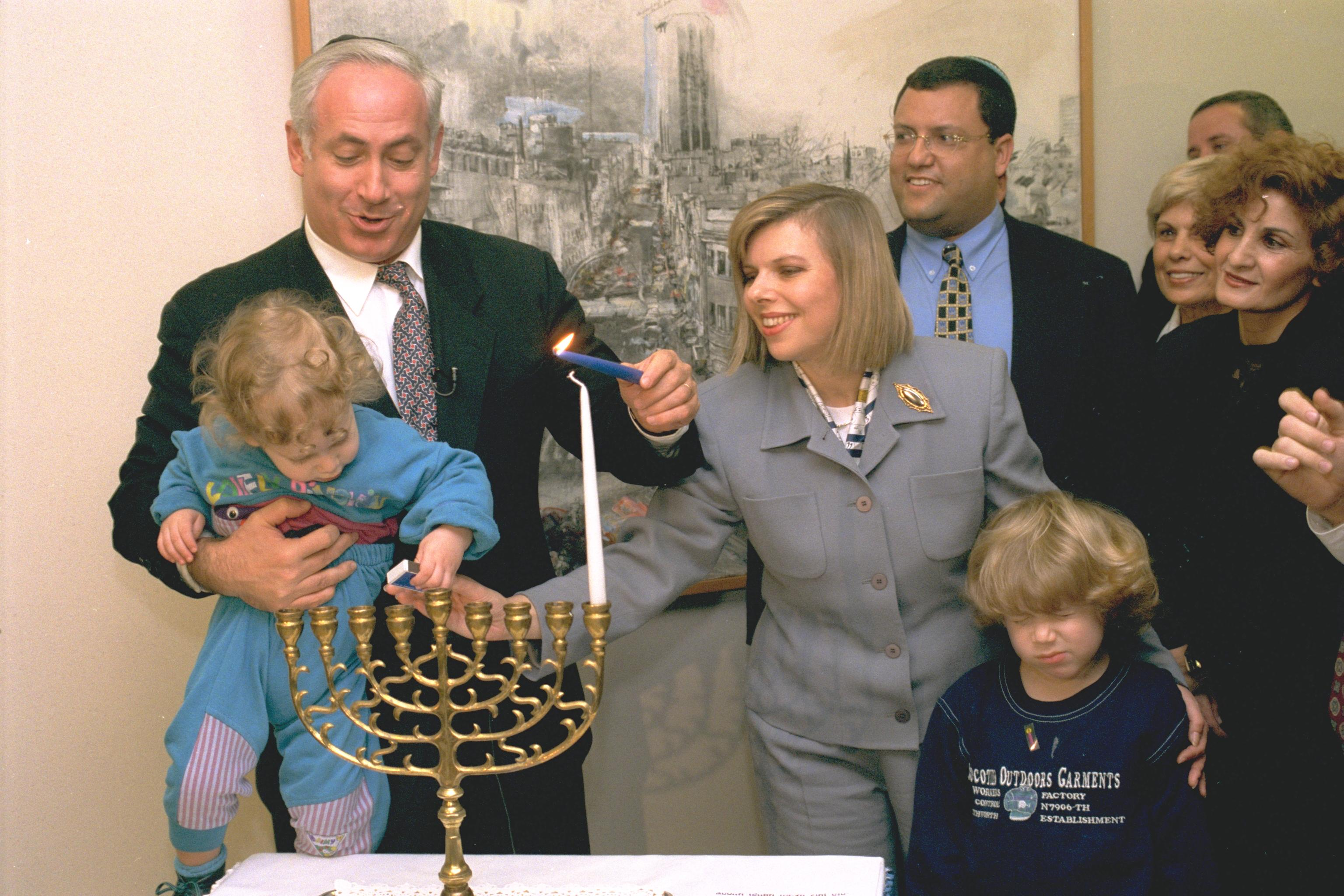
Sara acendendo velas de Chanucá com Benjamin e seus filhos.

Netanyahu se casou com Doron Neuberger em 1980. O casal se divorciou em 1987. Em 1991, ela se casou com Benjamin Netanyahu. Eles têm dois filhos, Yair e Avner. Em 2010, seu filho Avner ganhou o prêmio International Bible Contest em nível nacional e ficou em terceiro lugar em nível internacional.